# Belmont (Offaly)
Belmont  (200 ab. ca.) è una località dell'Irlanda. Dal punto di vista amministrativo, si tratta di un villaggio facente parte della contea di Offaly e della provincia di Leinster.
Il villaggio si trova a circa 5 km ad ovest di Ferbane e poco più a nord del Grand Canal. Il fiume Brosna, appena più a sud del villaggio, è attraversato dal Belmont Bridge che risale al XVIII secolo. La vicina Belmont House (o Bellmount estate) venne costruita all'inizio del XIX secolo. Assieme ai vicini Belmont Mills, la residenza venne acquistata dalla famiglia Perry nel 1859, che se ne servì per la produzione di farina (costituendo la Robert Perry Limited) sino alla fine del XX secolo. Belmont House è oggi sede di una fattoria da studio.